# Egyházaskozár
Egyházaskozár es un pueblo ubicado en el distrito de Komló, en el condado de Baranya, Hungría.

## Superficie
Posee una superficie de 24,31 kilómetros cuadrados.

## Demografía
Hasta 2019 la población era de 717 habitantes, con una densidad de población de 29,49 habitantes por kilómetro cuadrado.